# Église des Carmélites de Porto
L'Igreja dos Carmelitas ou Igreja dos Carmelitas Descalços est située dans la paroisse de Vitória, à Porto, au Portugal. La construction a commencé en 1616 et s'est achevée en 1628. La décoration intérieure ne fut achevée qu'en 1650. Elle a été classée monument national le 3 mai 2013, avec l'église des Carmes adjacente, construite plus tard à côté en 1752.
L'église appartenait au couvent disparu, aujourd'hui occupé par la Garde nationale républicaine.

## Chronologie
Avec l'autorisation du roi Philippe II du Portugal, les religieux du Tiers Ordre des Carmélites commencèrent en 1616 la construction du couvent. La première phase s'achève en 1622, année où les carmélites s'installent dans le secteur. Entre 1632 et 1633, le retable principal et le tabernacle sont construits.

## Architecture

### Façade
La façade en pierre de granit a trois entrées avec des arcs en plein cintre, surmontées d'un nombre égal de niches, avec des images de São José, Santa Teresa de Jesus et Nossa Senhora do Carmo au centre. Le corps supérieur contient trois grandes fenêtres, celle centrale de forme rectangulaire et les deux latérales en forme de trapèze rectangle. La façade est complétée par un fronton triangulaire surmonté de balustres.
Elle possède un clocher sur le côté gauche, couvert d'azulejos monochromes bleues, surmonté d'un dôme en forme de bulbe.

### Intérieur

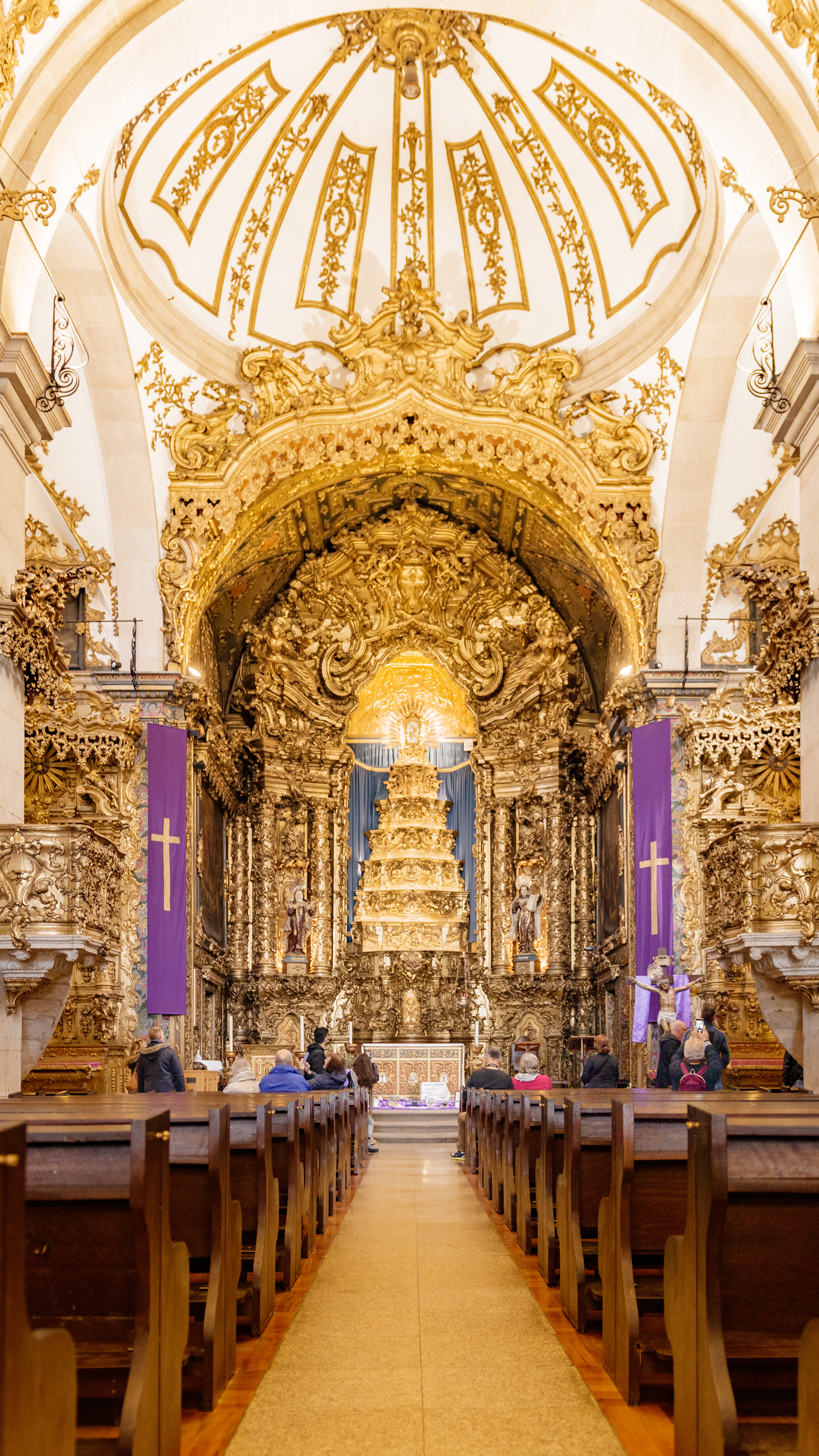
Autel et nef à l'intérieur de l'église

L'intérieur de l'église présente un plan en croix latine, avec une nef unique, six chapelles latérales et un narthex à l'entrée. Il convient de noter la sculpture dorée, de style baroque et rococo, dans les chapelles latérales et sur le maître-autel. Le retable principal a été conçu par Joaquim Teixeira de Guimarães et exécuté par José Teixeira Guimarães.